# Aéroport de Kunduz
L'aéroport de Kunduz (code OACI : OAUZ) est situé à 8 km au sud-est de la ville de Kunduz, à 14 km à l'ouest de Khan Abad, à 40 km au sud de l'Amou-Daria et à 53 km au sud de la frontière avec l'Ouzbékistan. Il a été utilisé par la Force internationale d'assistance et de sécurité (ISAF) ainsi que pour des vols humanitaires.